# Lambdoma
Das Lambdoma ist ein Diagramm sämtlicher ganzzahliger Proportionen, deren x- und y-Achse jeweils die Zahlengerade bis unendlich enthalten.
Die einzelnen Positionen innerhalb des Koordinatensystems zeigen die daraus resultierenden, jeweiligen Zahlenbrüche.
Die dreieckförmige, um 45 Grad nach unten gekippte Darstellung des Lambdomas  ist nach dem griechischen Buchstaben Lambda benannt.